# 播磨山崎郵便局
播磨山崎郵便局（はりまやまさきゆうびんきょく）は兵庫県宍粟市にある郵便局である。民営化前の分類では集配普通郵便局であった。

## 概要
住所：〒671-2599 兵庫県宍粟市山崎町山田2-1

## 沿革
- 1872年（明治5年）旧4月 - 山崎郵便取扱所として開設[1]。
- 1875年（明治8年）1月1日 - 山崎郵便局（五等）となる。
- 1883年（明治16年） - 為替・貯金取扱を開始。
- 1894年（明治27年）1月1日 - 山崎郵便電信局となる。
- 1903年（明治36年）4月1日 - 通信官署官制の施行に伴い山崎郵便局となる。
- 1950年（昭和25年）10月1日 - 特定郵便局から普通郵便局に局種別改定[2]、播磨山崎郵便局に改称[3]。
- 1950年（昭和25年）11月16日 - 電気通信業務の取扱を、新設の播磨山崎電報電話局に移管。
- 1956年（昭和31年）10月5日 - 電話通話および和文電報受付事務の取扱を開始。
- 1983年（昭和58年）4月18日 - 蔦沢郵便局[4]から集配業務を移管。
- 2000年（平成12年）8月14日 - 外国通貨の両替および旅行小切手の売買に関する業務取扱を開始。
- 2007年（平成19年）2月13日 - 安富郵便局（〒671-2499→〒671-2401）から集配業務を移管[5]。
- 2007年（平成19年）10月1日 - 民営化に伴い、併設された郵便事業播磨山崎支店に一部業務を移管。
- 2012年（平成24年）10月1日 - 日本郵便株式会社の発足に伴い、郵便事業播磨山崎支店を播磨山崎郵便局に統合。

## 取扱内容
- 郵便、印紙、ゆうパック、内容証明
- 貯金、為替、振替、振込、国際送金、国債、投資信託
- 生命保険、バイク自賠責保険、自動車保険
- 地方公共団体事務（兵庫県住宅再建共済基金利用申込取次事務）
- ゆうちょ銀行ATM
- 「671-25xx」区域（宍粟市（旧山崎町域））、「671-32xx」区域(宍粟市(旧千種町域) および「671-24xx」区域（姫路市（旧安富町域））の集配業務
- ゆうゆう窓口

## 周辺
- 宍粟市役所
- 宍粟警察署
- 咲ランドショッピングセンター（イオン山崎店）

## アクセス
- 神姫バス 播磨山崎郵便局停留所下車
- 中国自動車道 山崎ICから北西500m
- 国道29号 中広瀬交差点を西へ折れてすぐ
- 駐車場あり：14台